# إلكتون (كنتاكي)
إلكتون (بالإنجليزية: Elkton, Kentucky)‏ هي مدينة تقع في مقاطعة تود (كنتاكي) بولاية كنتاكي في وسط جنوب شرق الولايات المتحدة. تأسست عام 1820، تبلغ مساحة هذه المدينة 5.4 (كم²)، وترتفع عن سطح البحر 190 م، بلغ عدد سكانها 1984 نسمة في عام 2000 حسب إحصاء مكتب تعداد الولايات المتحدة .

## التركيبة السكانية
حدّد مكتب تعداد الولايات المتحدة بيانات التركيبة السكانية لإلكتون في تعداد الولايات المتحدة. في ما يلي، التركيبة السكانية حسب تعدادي 2000 و2010.

### تعداد عام 2000
بلغ عدد سكان إلكتون 1,984 نسمة بحسب تعداد عام 2000، وبلغ عدد الأسر 810 أسرة وعدد العائلات 542 عائلة مقيمة في المدينة. في حين سجلت الكثافة السكانية 302.4 نسمة لكل كيلومتر مربع (783.2/ميل2). وبلغ عدد الوحدات السكنية 928 وحدة بمتوسط كثافة قدره 141.5 لكل كيلومتر مربع (366.5/ميل2).
وتوزع التركيب العرقي للمدينة بنسبة 82.31% من البيض و15.68% من الأمريكيين الأفارقة و0.15% من الأمريكيين الأصليين و0.30% من الأمريكيين ذوي الأصول الآسيوية و1.21% من الأعراق الأخرى و0.35% من عرقين مختلطين أو أكثر و2.32% من الهسبانيون أو اللاتينيون من أي عرق.
بلغ عدد الأسر 810 أسرة كانت نسبة 32% منها لديها أطفال تحت سن الثامنة عشر تعيش معهم، وبلغت نسبة الأزواج القاطنين مع بعضهم البعض 43.7% من أصل المجموع الكلي للأسر، ونسبة 19.5% من الأسر كان لديها معيلات من الإناث دون وجود شريك،  بينما كانت نسبة 3.7% من الأسر لديها معيلون من الذكور دون وجود شريكة وكانت نسبة 33.1% من غير العائلات. تألفت نسبة 30.5% من أصل جميع الأسر من عدة أفراد يعيشون في نفس المنزل ونسبة 18.4% كانت تتألف من شخص يعيش بمفرده يبلغ من العمر 65 عاماً أو أكثر. وبلغ متوسط حجم الأسرة المعيشية 2.29، أما متوسط حجم العائلات فبلغ 2.82.
بلغ العمر الوسطي للسكان 39.2 عاماً. وكانت نسبة 22.3% من القاطنين تحت سن الثامنة عشر، وكانت نسبة 8.6% بين الثامنة عشر والرابعة والعشرين عاماً، ونسبة 24.8% كانت واقعةً في الفئة العمرية ما بين الخامسة والعشرين والرابعة والأربعين عاماً، ونسبة 20.6% كانت ما بين الخامسة والأربعين والرابعة والستين، ونسبة 17.4% كانت ضمن فئة الخامسة والستين عاماً فما فوق. يوجد لكل 100 أنثى 80.0 ذكر، ويوجد لكل 100 أنثى في الثامنة عشر من عمرها فما فوق 77.7 ذكر.
بلغ متوسط دخل الأسرة في المدينة 24,924 دولارًا، أما متوسط دخل العائلة فبلغ 31,912 دولارًا. وكان متوسط دخل الذكور 26,799 دولارًا مقابل 20,134 دولارًا للإناث. وسجل دخل الفرد الخاص بالمدينة 14,297 دولارًا. وكانت نسبة 15.7% من العائلات ونسبة 17.5% من السكان تحت خط الفقر، وكان من هؤلاء نسبة 18.9% تحت سن الثامنة عشر ونسبة 20% في الخامسة والستين من العمر وما فوق.

### تعداد عام 2010
بلغ عدد سكان إلكتون 2,062 نسمة بحسب تعداد عام 2010، وبلغ عدد الأسر 781 أسرة وعدد العائلات 510 عائلة مقيمة في المدينة. في حين سجلت الكثافة السكانية 314.3 نسمة لكل كيلومتر مربع (814.0/ميل2). وبلغ عدد الوحدات السكنية 905 وحدة بمتوسط كثافة قدره 138 لكل كيلومتر مربع (357.4/ميل2).
وتوزع التركيب العرقي للمدينة بنسبة 80.31% من البيض و14.55% من الأمريكيين الأفارقة و0.10% من الأمريكيين الأصليين و2.91% من الأعراق الأخرى و2.13% من عرقين مختلطين أو أكثر و6.94% من الهسبانيون أو اللاتينيون من أي عرق.
بلغ عدد الأسر 781 أسرة كانت نسبة 33.5% منها لديها أطفال تحت سن الثامنة عشر تعيش معهم، وبلغت نسبة الأزواج القاطنين مع بعضهم البعض 41.6% من أصل المجموع الكلي للأسر، ونسبة 17.8% من الأسر كان لديها معيلات من الإناث دون وجود شريك،  بينما كانت نسبة 5.9% من الأسر لديها معيلون من الذكور دون وجود شريكة وكانت نسبة 34.7% من غير العائلات. تألفت نسبة 31% من أصل جميع الأسر من عدة أفراد يعيشون في نفس المنزل ونسبة 14.2% كانت تتألف من شخص يعيش بمفرده يبلغ من العمر 65 عاماً أو أكثر. وبلغ متوسط حجم الأسرة المعيشية 2.39، أما متوسط حجم العائلات فبلغ 2.95.
بلغ العمر الوسطي للسكان 36.7 عاماً. وكانت نسبة 23.4% من القاطنين تحت سن الثامنة عشر، وكانت نسبة 11% بين الثامنة عشر والرابعة والعشرين عاماً، ونسبة 26% كانت واقعةً في الفئة العمرية ما بين الخامسة والعشرين والرابعة والأربعين عاماً، ونسبة 23.8% كانت ما بين الخامسة والأربعين والرابعة والستين، ونسبة 15.9% كانت ضمن فئة الخامسة والستين عاماً فما فوق. وتوزع التركيب الجنسي للسكان بنسبة 49.6% ذكور و50.4% إناث.

## أعلام
- جيمس كلارك ماك رينولدز
- بول رادولف
- بنيامين بريستو
- نابليون رايلي

## وصلات خارجية
- The US50 - Cities and Towns in Kentucky State